# A Estrada (canção de Cidade Negra)
A Estrada é um dos maiores hits da banda Cidade Negra, sendo o primeiro single promocional do álbum Quanto Mais Curtido Melhor. Composta por Toni Garrido, Bino, Lazão e Da Ghama em 1998, ela possui uma letra que fala de superação dos obstáculos, e por isso acabou sendo uma das músicas mais tocadas em formaturas e casamentos.
Seu videoclipe é formado por uma mistura de imagens reais com animação computadorizada. Ele foi um dos clipes que ficaram mais tempo no Top 20 Brasil da MTV em 1999.

## Covers
- A banda Charlie Brown Jr. tocou esta canção no programa Luau MTV de 1999.
- Regina Souza, cantora mineira, regravou esta canção, no álbum Outonos, de 2008